# Hermerode
Hermerode ist seit dem 6. März 2009 ein Ortsteil der Stadt Mansfeld im Landkreis Mansfeld-Südharz in Sachsen-Anhalt. Der am östlichen Harzrand, etwa 13 Kilometer nördlich von Sangerhausen gelegene Ort hat 125 Einwohner (31. Dezember 2007) auf einer Gemarkungsfläche von 4,06 km².

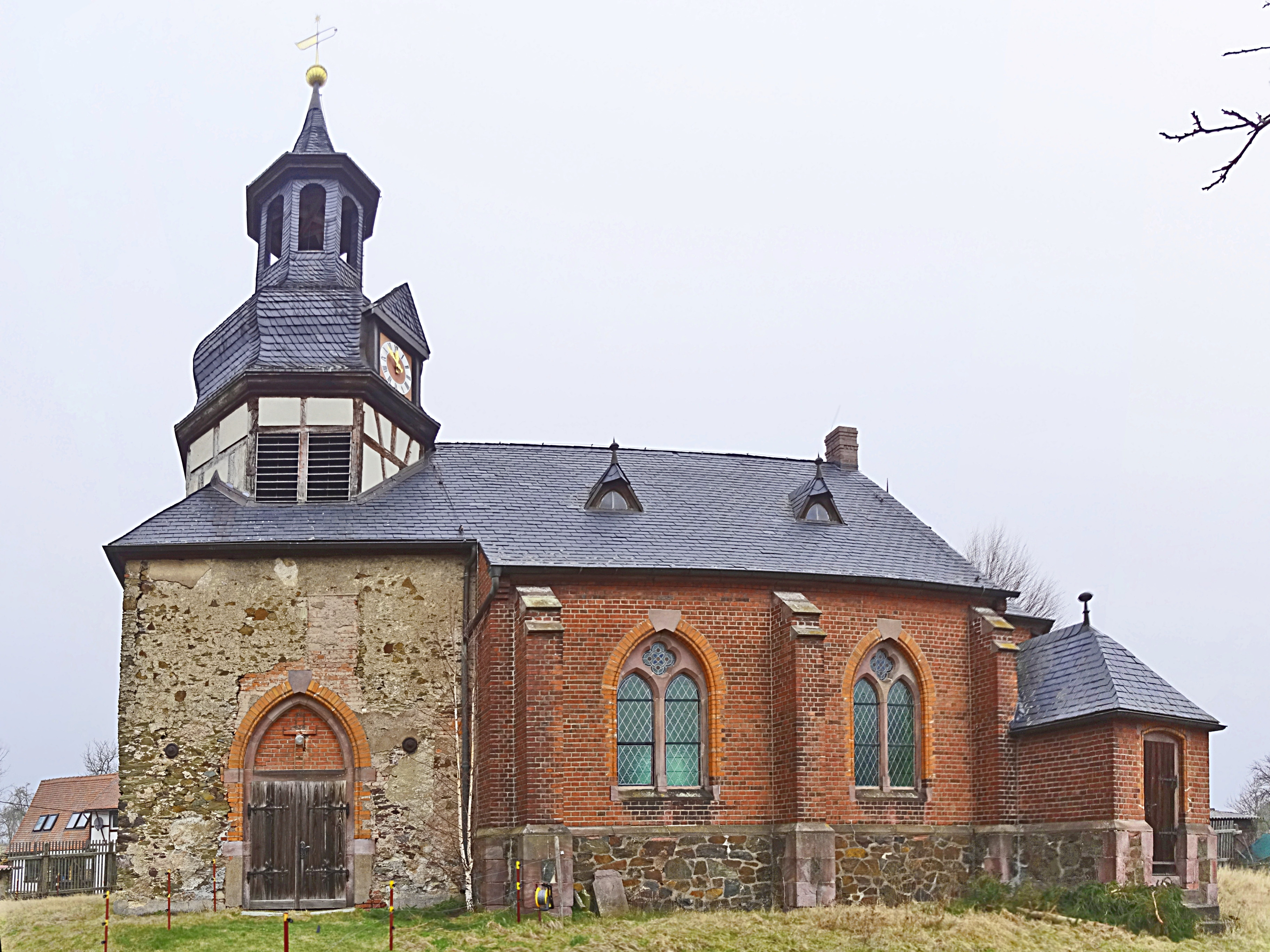
Dorfkirche St. Matthäus

## Geschichte
Im Jahr 1060 wurde Hermerode erstmals urkundlich erwähnt. Der Ort lag im Amt Rammelburg.
Im Frühmittelalter lagen südwestlich von Hermerode die Dorfstätten Angerode und nördlich Müllerswiek. 
Am 6. März 2009 wurde Hermerode nach Mansfeld eingemeindet.

## Politik

### Bürgermeister
Letzter ehrenamtlicher Bürgermeister vor der Eingemeindung nach Mansfeld war Uwe Poppe.

### Wappen
Das Wappen wurde am 31. März 1999 durch das Regierungspräsidium Halle genehmigt.